# Dach der Welt

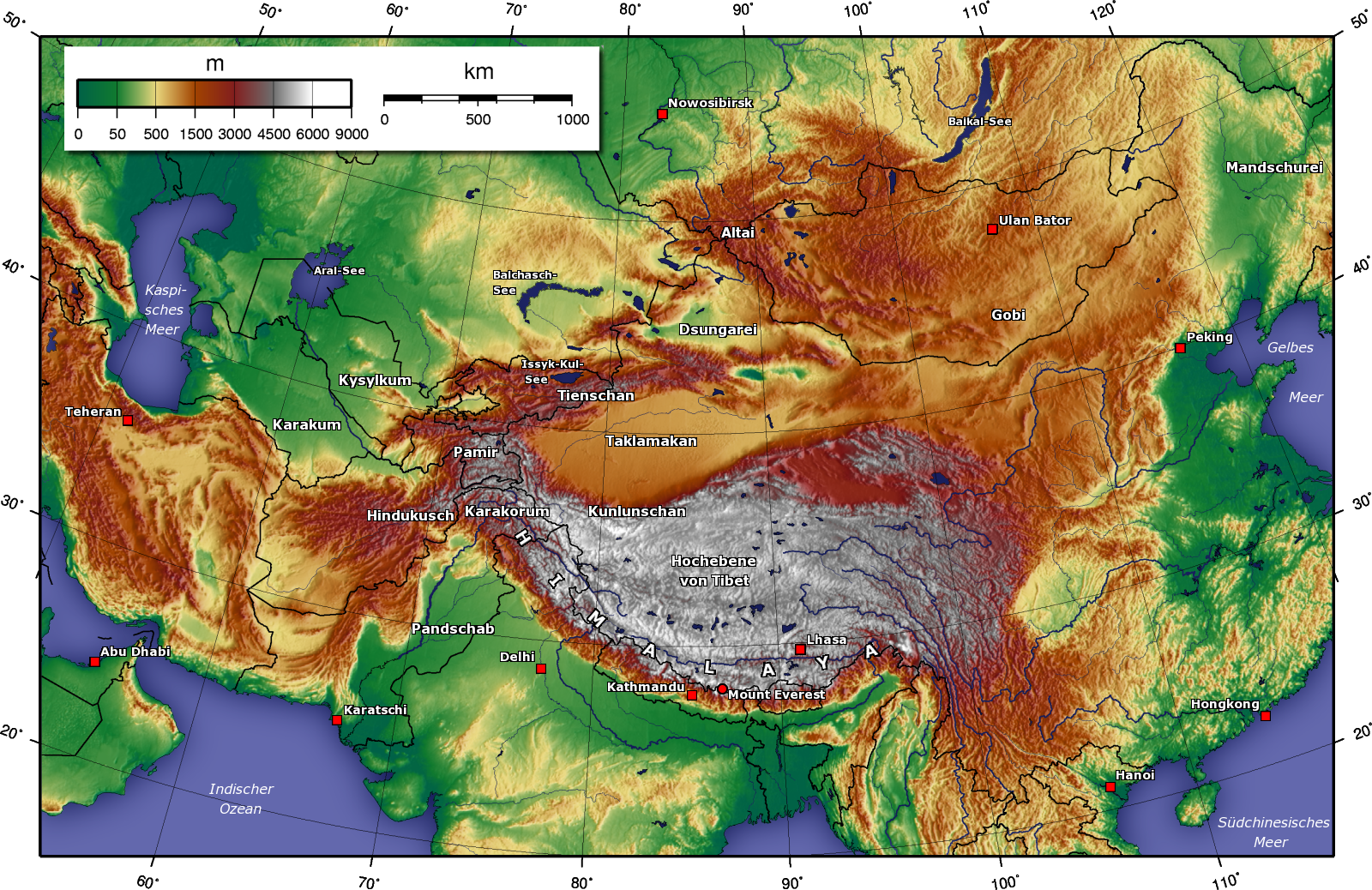
Hochasien als „Dach der Welt“

Dach der Welt ist heute eine metaphorische Bezeichnung für die höchstgelegenen Regionen Innerasiens, die in ihrer Gesamtheit Hochasien genannt werden und die ausgedehnteste, im tibetischen Hochland durchschnittlich über 4.500 m in die Atmosphäre aufragende Landmasse der Welt darstellen.
Häufig wird diese Bezeichnung jedoch für kleinere bzw. Teilgebiete dieser Großregion benutzt, so für
- den Pamir,
- Tibet bzw. das tibetische Hochland
- und das Himalaya-Gebirge.

Pamir-Hochland: Lokalisierung

In älteren Nachschlagewerken wird der Begriff ausschließlich für das Pamir-Hochland verwendet, so der Große Brockhaus von 1928 ff.: „Dach der Welt, Bezeichnung für das Hochland von → Pamir“ oder The Columbia Encyclopedia von 1942. Letztere erklärt das Wort „Pamir“ selbst als persisches Wort mit der Bedeutung „Dach der Welt“, ebenso die Encyclopaedia Britannica („Bam-i-dunya = Roof of the World“) – und auch auf englischen Homepages von Pamir wird dieses Wort als das „Dach der Welt“ interpretiert. Die Bezeichnung geht auf John Wood (1812–1871) zurück, einen schottischen Forschungsreisenden, der als Marineoffizier im Auftrag der Englischen Ostindien-Kompanie das Indusgebiet und die Pamir-Täler erforschte. 1838 berichtete er, dass der „einheimische Ausdruck“ Bam-i-Duniah oder „Roof of the World“  (wahrscheinlich aus dem iranischen Wachi-Dialekt) für den Pamir üblich sei.

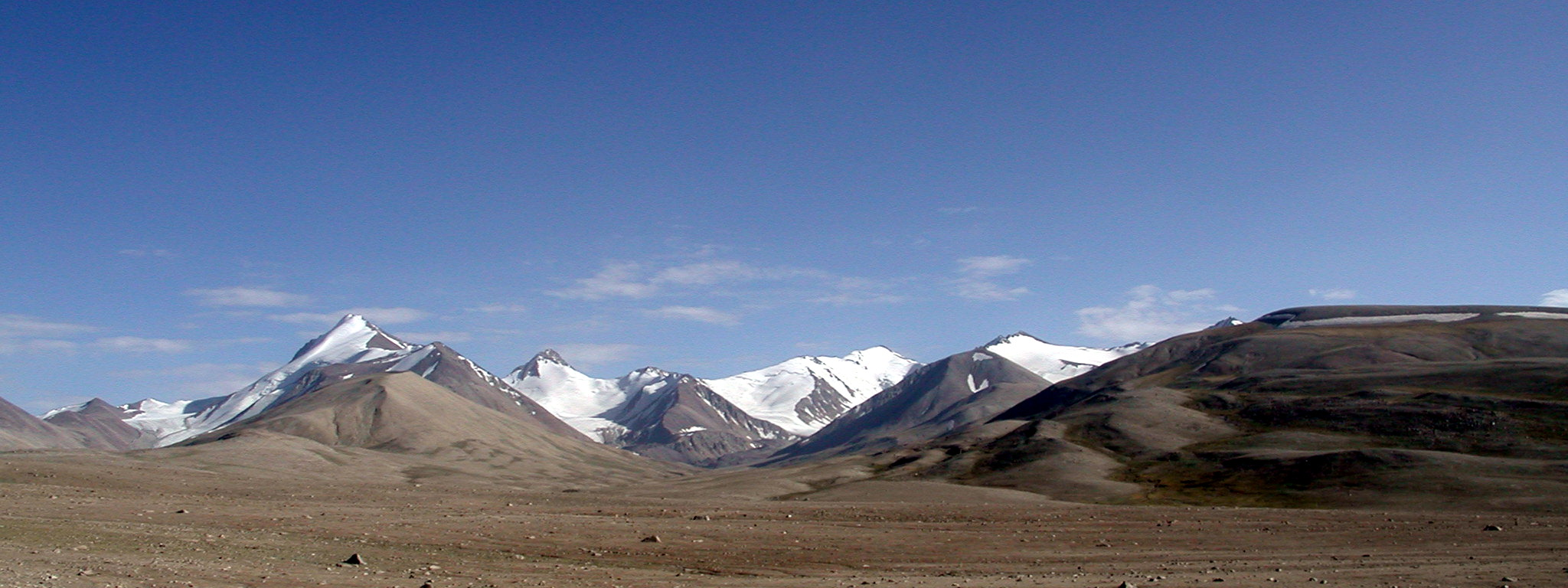
Pamir, das originale „Dach der Welt“. Panorama

Laut Großem Brockhaus hingegen ist das Wort „Pamir“ türkisch und bedeute „kalte Steppenweide.“ Das Pamir-Hochland sei „Knotenpunkt der Gebirgssysteme des Tianshan, Kun-lun, Karakorum, Himalaja und Hindukusch, daher das Dach der Welt genannt.“ In jüngeren Brockhaus-Ausgaben ist allerdings „daher“ durch „auch“ ersetzt und der Pamir als „Knoten großer Gebirgssysteme“ wird etwas anders definiert: „Tian Shan, Alai-Gebirge, Trans-Alai, Kunlun, Karakorum und Hindukusch“.
Seit dem Erwachen des öffentlichen Interesses an Tibet ist indes das Pamir-Hochland als die zu Beginn des 20. Jahrhunderts „am besten erforschte Region Hochasiens“ aus dem Rampenlicht getreten, und die Bezeichnung „Dach der Welt“ wurde in wachsendem Ausmaß auf Tibet übertragen.
Auch der Gipfel des Mount Everest, der höchste Punkt der Erde, wird – vor allem im Französischen – als „Dach der Welt“ („Toît du monde“) bezeichnet.